# 加布里埃尔蒙泰鲁
加布里埃尔蒙泰鲁是巴西圣保罗州的一个市镇。总面积138.533平方公里，总人口2638人，人口密度19人/平方公里。